# 2049
L'any 2049 (MMXLIX) serà un any comú que començarà en divendres segons el calendari gregorià, l'any 2049 de l'era comuna (CE) i Anno Domini (AD), el 49è any del tercer mil·lenni, el 49è any del segle xxi, i el desè any de la dècada del 2040.

## Esdeveniments previstos
Països Catalans
Resta del món
- 20 d'abril: 50 anys de la massacre de Columbine.[1]
- 7 de maig: trànsit de mercuri.[2]
- Desembre: es rebran les primeres i possibles senyals de resposta del sistema planetari Gliese 581, si hi ha una per vida extraterrestre intel·ligent. Es va transmetre un senyal al sistema planetari Gliese 581 a l'agost de 2009, amb uns 20,3 anys per arribar al seu destí.
- 20 de desembre: 
  - caducarà el present "Un país, dos sistemes" amb Macau, garantit durant 50 anys a partir del 20 de desembre de 1999, previst a la Llei Fonamental.[3]
  - el estatus administratiu especial de Macau acaba, de manera similar a la situació de Hong Kong.[3]

## Naixements
Països Catalans
Resta del món

## Necrològiques
Països Catalans
Resta del món